# Dalea jamesii
Dalea jamesii är en ärtväxtart som först beskrevs av John Torrey, och fick sitt nu gällande namn av John Torrey och Asa Gray. Dalea jamesii ingår i släktet Dalea, och familjen ärtväxter. Inga underarter finns listade i Catalogue of Life.